# Unione Sportiva Alessandria Calcio 1912 2022-2023
Questa voce raccoglie le informazioni riguardanti l'Unione Sportiva Alessandria Calcio 1912 nelle competizioni ufficiali della stagione 2022-2023.

## Stagione
Nella stagione 2022-2023 l'Alessandria disputa il girone B del campionato di Serie C, con 38 punti ottiene il 17° e quart'ultimo posto finale, per mantenere la categoria è quindi costretta a vincere il doppio Play-out, contro i toscani del San Donato Tavernelle. I grigi si impongono nella partita di andata giocata a Montevarchi (1-2), poi nella gara di ritorno pareggiano in casa (1-1), dopo essere stati in svantaggio nel primo tempo, il goal del pareggio decisivo per la salvezza, arriva a cinque minuti dal termine. L'Alessandria inizia il torneo agli ordini di mister Fabio Rebuffi, al termine del girone di andata è penultima con 15 punti, a metà febbraio gli subentra il tecnico Maurizio Lauro, che traghetta i grigi verso il Play-out, da giocare con il vantaggio del miglior piazzamento in campionato. Con un po' di batticuore, viene raggiunto l'obiettivo stagionale. Alessandro Galeandro con 9 reti è stato il miglior realizzatore di stagione. Nella Coppa Italia di Serie C l'Alessandria nel primo turno ha superato (2-1) il Novara, nel secondo turno vince a Busto Arsizio, eliminando (1-2) dopo i tempi supplementari la Pro Patria, mentre negli ottavi viene eliminata dal Renate, che sbanca (0-2) il Moccagatta.

## Divise e sponsor
La divisa alessandrina è maglia grigia, calzoncini e calzettoni neri. Il Main Sponsor è y3k, mentre lo Sonsor tecnico è Adidas.

## Organigramma societario
Area direttiva
- Presidente: Luca Di Masi
- Segretario generale: Stefano Toti
- Direttore sportivo: Massimo Cerri
- Team Manager: Filippo Giordanengo

Area tecnica
- Allenatori: Fabio Rebuffi poi Maurizio Lauro
- Vice allenatore: Claudio Lombardo
- Respons. atletico: Vincenzo Franco
- Prepar. portieri: Andrea Servili

## Rosa
| N. |                    | Ruolo | Calciatore         |
| -- | ------------------ | ----- | ------------------ |
| 1  | Italia (bandiera)  | P     | Christian Marietta |
| 12 | Albania (bandiera) | P     | Mikel Dyzeni       |
| 22 | Italia (bandiera)  | P     | Luca Liverani      |
| 3  | Italia (bandiera)  | D     | Davide Costanzo    |
| 5  | Italia (bandiera)  | D     | Lorenzo Checchi    |
| 7  | Italia (bandiera)  | D     | Francesco Rizzo    |
| 13 | Italia (bandiera)  | D     | Leonardo Nunzella  |
| 19 | Italia (bandiera)  | D     | Niccolò Bellucci   |
| 21 | Grecia (bandiera)  | D     | Arensi Rota        |
| 23 | Italia (bandiera)  | D     | Simone Sini        |
| 25 | Italia (bandiera)  | D     | Matteo Baldi       |
| 2  | Italia (bandiera)  | C     | Lorenzo Podda      |
| 4  | Italia (bandiera)  | C     | Marco Nichetti     |

| N. |                           | Ruolo | Calciatore             |
| -- | ------------------------- | ----- | ---------------------- |
| 6  | Croazia (bandiera)        | C     | Antonio Mionic         |
| 8  | Italia (bandiera)         | C     | Luca Lombardi          |
| 17 | Italia (bandiera)         | C     | Fausto Perseu          |
| 18 | Italia (bandiera)         | C     | Lorenzo Pellegrini     |
| 24 | Italia (bandiera)         | C     | Mattia Speranza        |
| 27 | Italia (bandiera)         | C     | Mauro Ghiozzi          |
| 28 | Romania (bandiera)        | C     | Robert Filip           |
| 29 | Italia (bandiera)         | C     | Luca Ascoli            |
| 9  | Senegal (bandiera)        | A     | Youssouph Cheikh Sylla |
| 11 | Italia (bandiera)         | A     | Alessandro Galeandro   |
| 12 | Costa d'Avorio (bandiera) | A     | Henoc N'Gbesso         |
| 45 | Italia (bandiera)         | A     | Federico Pagani        |
| 99 | Italia (bandiera)         | A     | Alessio Nepi           |

## Risultati

### Serie C - girone B

#### Girone di andata
| Arbitro: | Nicolini (Brescia) |

|                       |           |  |
| Stijepović 76’ (rig.) | Marcatori |  |

| Arbitro: | Virgilio (Trapani) |

|               |           |                                              |
| Galeandro 50’ | Marcatori | 43’ (aut.) Checchi 58’ Clemenza 78’ Faggioli |

| Arbitro: | Gemelli (Messina) |

|                            |           |  |
| Bonini 64’ Artistico 90+1’ | Marcatori |  |

| Arbitro: | Collu (Cagliari) |

|  |           |                               |
|  | Marcatori | 40’ Nardi 90+4’ J. Pellegrini |

| Arbitro: | Petrella (Viterbo) |

|                    |           |               |
| Sylla 62’ Nepi 76’ | Marcatori | 85’ Giannetti |

| Arbitro: | Leone (Barletta) |

|                                      |           |  |
| Gabbianelli 56’ Santini 90+2’, 90+5’ | Marcatori |  |

| Arbitro: | Baratta (Rossano) |

|                         |           |                                     |
| Speranza 13’ Pagani 47’ | Marcatori | 10’ Aurelio 17’ Cioffi 28’ Catanese |

| Arbitro: | D'Eusanio (Faenza) |

|  |           |           |
|  | Marcatori | 71’ Filip |

| Alessandria 19 ottobre 2022, ore 21:00 CEST 9ª giornata | Alessandria         | 0 – 0 referto | Torres | Stadio Giuseppe Moccagatta (1 029 spett.)\| Arbitro: \| Ramondino (Palermo) \| |
| Arbitro:                                                | Ramondino (Palermo) |               |        |                                                                                |

| Pesaro 23 ottobre 2022, ore 14:30 CEST 10ª giornata | Vis Pesaro    | 0 – 0 referto | Alessandria | Stadio Tonino Benelli (953 spett.)\| Arbitro: \| Ancora (Roma) \| |
| Arbitro:                                            | Ancora (Roma) |               |             |                                                                   |

| Arbitro: | Ceriello (Chiari) |

|  |           |            |
|  | Marcatori | 48’ Sbaffo |

| Arbitro: | Taricone (Perugia) |

|                |           |                      |
| Tumbarello 43’ | Marcatori | 2’ Lombardi 84’ Nepi |

| Fermo 13 novembre 2022, ore 14:30 CET 13ª giornata | Fermana            | 0 – 0 referto | Alessandria | Stadio Bruno Recchioni (1 083 spett.)\| Arbitro: \| Mirabella (Napoli) \| |
| Arbitro:                                           | Mirabella (Napoli) |               |             |                                                                           |

| Arbitro: | Kumara (Verona) |

|  |           |              |
|  | Marcatori | 56’ Paloschi |

| Fiorenzuola d'Arda 26 novembre 2022, ore 14:30 CET 15ª giornata | Fiorenzuola       | 0 – 0 referto | Alessandria | Stadio comunale di Fiorenzuola d'Arda (748 spett.)\| Arbitro: \| Burlando (Genova) \| |
| Arbitro:                                                        | Burlando (Genova) |               |             |                                                                                       |

| Arbitro: | Bozzetto (Bergamo) |

|            |           |                    |
| Gazoul 26’ | Marcatori | 47’ (rig.) Ragatzu |

| Arbitro: | Gianquinto (Parma) |

|                                      |           |  |
| D'Eramo 45’ Moretti 51’ Mattioli 89’ | Marcatori |  |

| Arbitro: | Calzavara (Varese) |

|                       |           |                          |
| Rotas 23’ Checchi 61’ | Marcatori | 56’ Lischi 67’ S. Jallow |

| Arbitro: | Rinaldi (Bassano del Grappa) |

|                                         |           |                       |
| Prestia 11’ A. Ferrante 48’ Corazza 56’ | Marcatori | 35’ (rig.) Martignago |

#### Girone di ritorno
| Arbitro: | Cerbasi (Arezzo) |

|                           |           |  |
| Galeandro 21’ (rig.), 28’ | Marcatori |  |

| Arbitro: | Gigliotti (Cosenza) |

|                                                            |           |                                     |
| Merkaj 34’ L. Morosini 67’ Meazzi 73’ Ramírez 90+2’ (rig.) | Marcatori | 22’ (rig.) Martignago 32’ Galeandro |

| Arbitro: | Di Graci (Como) |

|                            |           |               |
| Lamesta 20’ Martignago 80’ | Marcatori | 57’ Bulevardi |

| Arbitro: | Frascaro (Firenze) |

|                                       |           |                               |
| Lanini 2’ Laezza 10’ Guglielmotti 15’ | Marcatori | 7’ Galeandro 44’ (rig.) Sylla |

| Arbitro: | Burlando (Genova) |

|  |           |               |
|  | Marcatori | 83’ Galeandro |

| Arbitro: | Grasso (Ariano Irpino) |

|  |           |             |
|  | Marcatori | 5’ Delcarro |

| Arbitro: | Pezzopane (L'Aquila) |

|                     |           |  |
| Ianesi 43’ Peli 52’ | Marcatori |  |

| Arbitro: | Vogliacco (Bari) |

|               |           |           |
| Galeandro 68’ | Marcatori | 5’ Ubaldi |

| Arbitro: | Canci (Carrara) |

|             |           |  |
| Diakite 15’ | Marcatori |  |

| Arbitro: | Lovison (Padova) |

|                     |           |                     |
| Sylla 19’ Baldi 59’ | Marcatori | 31’ Zoia 87’ Sanogo |

| Arbitro: | Gemelli (Messina) |

|            |           |                        |
| Sbaffo 85’ | Marcatori | 80’ Cori 90+2’ Renault |

| Arbitro: | Baratta (Rossano) |

|  |           |                 |
|  | Marcatori | 39’ Rizzo Pinna |

| Arbitro: | Marotta (Sapri) |

|                |           |             |
| Martignago 20’ | Marcatori | 64’ Busatto |

| Siena 18 marzo 2023, ore 14:30 CET 33ª giornata | Siena                      | 0 – 0 referto | Alessandria | Stadio Artemio Franchi (2 403 spett.)\| Arbitro: \| Catanoso (Reggio Calabria) \| |
| Arbitro:                                        | Catanoso (Reggio Calabria) |               |             |                                                                                   |

| Arbitro: | Iacobellis (Pisa) |

|            |           |              |
| Lamesta 9’ | Marcatori | 23’ Bontempi |

| Arbitro: | Costanza (Agrigento) |

|                                            |           |  |
| Dessena 68’, 74’ Ragatzu 89’, 90+3’ (rig.) | Marcatori |  |

| Arbitro: | Sfira (Pordenone) |

|                                     |           |  |
| Galeandro 29’ (rig.) Sylla 34’, 38’ | Marcatori |  |

| Arbitro: | Carrione (Castellammare di Stabia) |

|             |           |                              |
| Italeng 80’ | Marcatori | 88’ Checchi 90+1’ Martignago |

| Arbitro: | Panettella (Gallarate) |

|  |           |               |
|  | Marcatori | 82’ Chiarello |

### Play-out
| Arbitro: | Nicolini (Brescia) |

|                     |           |                                   |
| F. Russo 54’ (rig.) | Marcatori | 38’ (rig.) Galeandro 71’ Nichetti |

| Arbitro: | Scatena (Avezzano) |

|              |           |          |
| Speranza 84’ | Marcatori | 44’ Sepe |

### Coppa Italia Serie C

#### Turni eliminatori
| Arbitro: | Di Cicco (Lanciano) |

|                    |           |               |
| Baldi 9’ Sylla 73’ | Marcatori | 62’ Mărginean |

| Arbitro: | Canci (Carrara) |

|                |           |                                   |
| Castelli 90+3’ | Marcatori | 44’ (rig.) Martignago 102’ Ascoli |

#### Fase finale
| Arbitro: | Mucera (Palermo) |

|  |           |                           |
|  | Marcatori | 84’ Malotti 87’ Squizzato |

## Statistiche

### Statistiche di squadra
Statistiche aggiornate al 23 aprile 2023
| Competizione         | Punti | In casa | In casa | In casa | In casa | In casa | In casa | In trasferta | In trasferta | In trasferta | In trasferta | In trasferta | In trasferta | Totale | Totale | Totale | Totale | Totale | Totale | D.R. |
| Competizione         | Punti | G       | V       | N       | P       | Gf      | Gs      | G            | V            | N            | P            | Gf           | Gs           | G      | V      | N      | P      | Gf     | Gs     | D.R. |
| -------------------- | ----- | ------- | ------- | ------- | ------- | ------- | ------- | ------------ | ------------ | ------------ | ------------ | ------------ | ------------ | ------ | ------ | ------ | ------ | ------ | ------ | ---- |
| Serie C              | 18    | 19      | 4       | 7       | 8       | 20      | 23      | 19           | 5            | 4            | 10           | 13           | 29           | 38     | 9      | 11     | 18     | 33     | 52     | -19  |
| Coppa Italia Serie C | -     | 2       | 1       | 0       | 1       | 2       | 3       | 1            | 1            | 0            | 0            | 2            | 1            | 3      | 2      | 0      | 1      | 4      | 4      | 0    |
| Totale               | -     | 12      | 3       | 3       | 6       | 12      | 17      | 12           | 3            | 3            | 6            | 8            | 18           | 24     | 6      | 6      | 12     | 20     | 35     | -15  |

### Andamento in campionato
| Giornata  | 1  | 2  | 3  | 4  | 5  | 6  | 7  | 8  | 9  | 10 | 11 | 12 | 13 | 14 | 15 | 16 | 17 | 18 | 19 | 20 | 21 | 22 | 23 | 24 | 25 | 26 | 27 | 28 | 29 | 30 | 31 | 32 | 33 | 34 | 35 | 36 | 37 | 38 |
| --------- | -- | -- | -- | -- | -- | -- | -- | -- | -- | -- | -- | -- | -- | -- | -- | -- | -- | -- | -- | -- | -- | -- | -- | -- | -- | -- | -- | -- | -- | -- | -- | -- | -- | -- | -- | -- | -- | -- |
| Luogo     | T  | C  | T  | C  | C  | T  | C  | T  | C  | T  | C  | T  | T  | C  | T  | C  | T  | C  | T  | C  | T  | C  | T  | T  | C  | T  | C  | T  | C  | T  | C  | C  | T  | C  | T  | C  | T  | C  |
| Risultato | P  | P  | P  | P  | V  | P  | P  | V  | N  | N  | P  | V  | N  | P  | N  | N  | P  | N  | P  | V  | P  | V  | P  | V  | P  | P  | N  | P  | N  | V  | P  | N  | N  | N  | P  | V  | V  | P  |
| Posizione | 17 | 20 | 20 | 20 | 19 | 20 | 20 | 18 | 17 | 18 | 17 | 16 | 16 | 17 | 18 | 16 | 17 | 17 | 19 | 16 | 18 | 17 | 17 | 15 | 17 | 17 | 17 | 18 | 18 | 18 | 18 | 17 | 17 | 17 | 18 | 17 | 16 | 17 |

Legenda:

Luogo: C = Casa; T = Trasferta. Risultato: V = Vittoria; N = Pareggio; P = Sconfitta.